# Kirsten Olesen
Kirsten Olesen (født 10. maj 1949 i Aarhus) er en dansk skuespillerinde.

## Biografi
Hun er datter af direktør Jens Oscar Olesen (1912-87) og Sigrid Marie Lange (1912-99). Da Kirsten Olesen havde taget studentereksamen fra Horsens Statsskole i 1968 søgte hun i første omgang ind på et lærerseminarium. Det lykkedes hende ikke at blive optaget pga. sin unge alder, så i stedet gik hun til optagelsesprøve på elevskolen ved Odense Teater, hvor hun bestod og blev optaget ved første forsøg. Efter afsluttet uddannelse som skuespillerinde i 1971 var hun med i den opsøgende teatergruppe Banden i en sæson. Hun flyttede derefter til København, hvor hun havde engagementer ved en række forskellige teatre med en række gode præstationer. Sit egentlige gennembrud fik hun i 1977 på Strøghus Teatret i den klassiske tragedie Elektra af Euripides, hvor hun spillede titelrollen. Siden 1979 har hun været fastansat på Det kongelige Teater, hvor hun har optrådt i en lang række forestillinger.
Hun er meget alsidig i sit repertoire. Hun fik et stort filmgennembrud i sin debut, hverdagsdramaet Honning måne, som indbragte hende en Bodil for bedste kvindelige hovedrolle. Mest kendt er hun nok for sin rolle i tv-serien Matador som tjenestepigen Agnes. På teater har hun spillet både klassiske partier som titelfigurerne i Schillers Maria Stuart og Euripides' Medea samt nyere stykker som Noréns Natten ler, Barkers Scener fra en henrettelse og Stephen Kings Misery.

## Ægteskab
Kirsten Olesen blev den 21. juli 1997 gift med musikeren Ole Ousen (født 28. august 1942, død 4. april 2013).

## Priser/legater
- 1977: Henkel-prisen
- 1979: Bodil for Honning måne
- 1985: Tagea Brandts Rejselegat
- 1986: Robert for Elise
- 1991: Teaterpokalen for Oedipus, De forkerte og En slyngels dagbog[3]
- 1991: Robert for Springflod
- 2021: Årets Reumert - årets kvindelige hovedrolle for Et tysk liv[4]

## Hædersbevisninger
- 2008 Bikubens hæderspris
- 1988 Ridder af Dannebrog
- 1997 Ridder af Dannebrog af 1. grad
- 2008 Kommandør af Dannebrogordenen

## Bestyrelsesposter
- 1984-88: Medlem af Teaterrådet
- 1992-96: Medlem af bestyrelsen for Det Kgl. Teater
- Formand for Olaf Poulsens Mindelegat[5]
- Siden 1994: Vicepræsident for Kræftens Bekæmpelse

## Filmografi

### Spillefilm
| År   | Titel                        | Rolle                       | Noter                                  |
| ---- | ---------------------------- | --------------------------- | -------------------------------------- |
| 1978 | Honning Måne                 | Kirsten                     | Bodil for Bedste kvindelige hovedrolle |
| 1978 | Hør, var der ikke en som lo? | Elisabeth                   |                                        |
| 1980 | Sådan er jeg osse            | bryggeriarbejder            |                                        |
| 1981 | Langturschauffør             | Gerda, en chaufførs hustru  |                                        |
| 1984 | Drengen der forsvandt        | Jonas' mor                  |                                        |
| 1984 | Min farmors hus              | Johanne, stuepige           |                                        |
| 1985 | Elise                        | Rachel                      | Robert for Årets kvindelige birolle    |
| 1985 | Johannes' hemmelighed        | Johannes' mor               |                                        |
| 1988 | Rødtotterne og Tyrannos      | Runes mor                   |                                        |
| 1988 | Time Out                     | Johns mor                   |                                        |
| 1990 | Springflod                   | hendes mor                  |                                        |
| 1994 | Løvernes konge               | Sarabi (stemme)             | tegnefilm                              |
| 1995 | Farligt venskab              | læge                        |                                        |
| 1998 | Albert                       | Sabrinas bedstemor, spåkone |                                        |
| 1998 | Antz                         | dronningen (stemme)         | tegnefilm                              |
| 1999 | Seth                         | kromutter Jonna Tranum      |                                        |
| 2001 | Trækfugle                    | Henriette, Emmas datter     |                                        |
| 2002 | Lilo & Stitch                | rådskvinde (stemme)         | tegnefilm                              |
| 2004 | Forbrydelser                 | fængselsinspektør           |                                        |
| 2005 | Anklaget                     | dommer                      |                                        |
| 2005 | Lilo & Stitch 2              | øverste rådskvinde (stemme) | tegnefilm                              |
| 2007 | Tempelriddernes skat II      | fortæller                   |                                        |
| 2007 | Daisy Diamond                | præst                       |                                        |
| 2009 | Himlen falder                | Else                        |                                        |
| 2011 | Frit fald                    | Marianne, Louises mormor    |                                        |
| 2011 | Noget i luften               | Solvej                      |                                        |
| 2015 | I dine hænder                | moderen Helle               |                                        |
| 2017 | Robin                        | Gerda                       |                                        |
| 2018 | Vildheks                     | Thuja                       |                                        |
| 2020 | Madklubben                   | Marie                       |                                        |
| 2021 | Du som er i himlen           | Klog Sine                   |                                        |

### Tv-produktioner
| År        | Titel                     | Rolle                                        | Noter |
| --------- | ------------------------- | -------------------------------------------- | ----- |
| 1978-1981 | Matador                   | Agnes Jensen                                 |       |
| 1980      | Vores år                  | Kim Rasmussen                                |       |
| 1982-83   | Udvikling                 | Irene Larsen, lægesekretær, Bjørns ægtefælle |       |
| 1987      | Sorgagre                  |                                              |       |
| 1988      | To som elsker hinanden    | Gyrithe Lemcke                               |       |
| 1993      | Tre ludere og en lommetyv | Donnas lærerinde                             |       |
| 1996-97   | Bryggeren                 | Magnella                                     |       |
| 2000-2002 | Hotellet                  | Alice Faber                                  |       |
| 2007      | Lysets nøgle              | Maren, ansat i kolonien                      |       |
| 2008      | Sommer                    |                                              |       |
| 2015      | Arvingerne                | Veronika Grønnegaard                         |       |
| 2015      | Broen III                 | Hanne                                        |       |
| 2018      | Håbet                     | børnehjemsforstanderinden Madam Munk         |       |